# Ashley Bell
Ashley Bell (Santa Monica, 26 maggio 1986) è un'attrice statunitense.

## Biografia
Figlia dell'attore Michael Bell e dell'attrice Victoria Carroll, nel 2007 frequenta la New York University Tisch School of the Arts conseguendo un Bachelor of Fine Arts.

## Filmografia

### Cinema
- State of Play, regia di Kevin Macdonald – voce (2009)
- Stay Cool, regia di Michael Polish (2009)
- The Truth About Angels, regia di Lichelli Lazar-Lea (2009)
- Magic, regia di Robert Davi (2010)
- L'ultimo esorcismo (The Last Exorcism), regia di Daniel Stamm (2010)
- The Day, regia di Douglas Aarniokoski (2011)
- The Last Exorcism - Liberaci dal male (The Last Exorcism Part II), regia di Ed Gass-Donnelly (2013)
- Presa mortale - Il nemico è tra noi (The Marine 3: Homefront), regia di Scott Wiper (2013)
- The Bounceback, regia di Bryan Poyser (2013)
- Chasing Shakespeare, regia di Norry Niven (2013)
- Ossessioni nascoste (Don't Wake Mommy), regia di Chris Sivertson (2015)
- Carnage Park, regia di Mickey Keating (2016)
- La scelta (Novitiate), regia di Maggie Betts (2017)
- The Swerve, regia di Dean Kapsalis (2018)

### Televisione
- Boston Public – serie TV, episodio 4x07 (2003)
- CSI - Scena del crimine (CSI: Crime Scene Investigation) – serie TV, episodio 8x07 (2007)
- United States of Tara – serie TV, 4 episodi (2009)
- The Walking Dead: The Oath – serie web, 3 episodi (2013)
- La strana vita dei miei vicini (A Neighbor's Deception), regia di Kenny Gage e Devon Downs – film TV (2017)

## Doppiatrici italiane
Nelle versioni in italiano dei suoi film, Ashley Bell è stata doppiata da:
- Valentina Favazza in L'ultimo esorcismo, The Last Exorcism - Liberaci dal male
- Benedetta Degli Innocenti in The Walking Dead: The Oath, La strana vita dei miei vicini
- Laura Amadei in Ossessioni nascoste